# عمليات قتل نوروز في سوريا
كانت عمليات قتل نوروز في سوريا هجمات على الكرد في الرقة والقامشلي في شمال سوريا خلال عيد النوروز، احتفالات رأس السنة الكردية.

## حادثة القامشلي
وقعت الحادثة الأولى في 20 مارس / آذار 2008 في القامشلي بمحافظة الحسكة، بحسب هيومن رايتس ووتش، فتحت قوات الأمن السورية النار على الأكراد الذين كانوا يحتفلون بعيد النوروز. خلف إطلاق النار ثلاثة قتلى وخمسة جرحى على الأقل. اشتهرت المدينة بإقامة موكب كبير لعيد الميلاد كل عام في ديسمبر، والاحتفال بمهرجان نوروز من قبل حشد كبير كل عام في مارس.

## حادثة مدينة الرقة
الحادث الثاني يتعلق بهجوم للشرطة السورية على السكان الأكراد في مدينة الرقة، الذين تجمعوا للاحتفال بالعام الكردي الجديد (عيد النوروز) في آذار / مارس 2010. وأسفر هجوم الشرطة السورية عن مقتل 2 أو 3 أشخاص، أحدهم 15 قتيلا. فتاة تبلغ من العمر عام، وأصيب أكثر من 50 شخصًا.